# Antenne quad
Pour les articles homonymes, voir Quad.
Une antenne quad est une antenne en boucle, généralement carrée, utilisée pour les applications en ISM à 2,4 GHz, 1,2 GHz et 433 MHz, ainsi qu'en HF (Radioamateur) et en télévision UHF.

## Principe

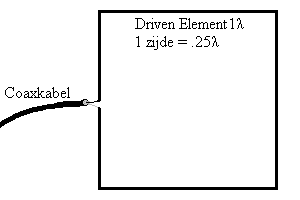
Quad simple

L'antenne quad est une boucle de fil ou tube dont la longueur est d'une longueur d'onde. Elle est peut-être réalisée à toutes fréquences. Son diagramme de rayonnement est perpendiculaire au plan de la boucle, avec un gain de l'ordre de 4,5 dBi sans réflecteur. L'adjonction d'un réflecteur plan ou d'une boucle parasite arrière ou avant, augmente le gain à 7,5 dBi environ. L'impédance d'une boucle simple est d'environ 200 ohms. Sa polarisation est horizontale si l'attaque est au milieu du brin inférieur.
La forme en carré n'est pas un trait essentiel, des antennes boucles circulaires ou triangulaires peuvent être réalisées avec un diagramme similaire.

## Antenne quad multiple en panneau

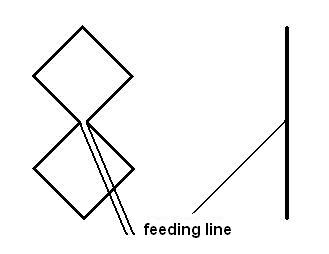
principe de la bi-quad

La combinaison de deux boucles en parallèle devant un réflecteur plan constitue une antenne courante en Wi-Fi, sous le nom d'antenne panneau, l'ensemble étant couvert d'un boitier plan. Son impédance est proche de 50 ohms.
Les antennes RTX quads sont déclinées en plusieurs versions, la monoquad, la biquad, la quadriquad, la sextuquad et l'octoquad à performances progressives, qui peuvent être dédoublées par couplage, exemple : double-quadriquad = 8 cellules.

## Cubical quad

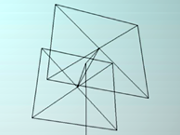
cubical quad

La cubical quad est constituée d'une boucle alimentée et d'un élément parasite réflecteur non alimenté, distant de moins d'un quart de longueur d'onde. Elle est utilisée sur les bandes amateur décamétriques (HF) de 14 à 30 MHz.
Selon le principe de l'antenne Yagi, d'autres éléments directeurs non alimentés peuvent être ajoutés, augmentant le gain et la directivité. Le carré peut également être pointe en bas, cette antenne est alors appelée antenne diamant, avec l'intérêt mécanique de supporter les adaptateurs par un bras diagonal.
Une autre variante de la cubical quad utilise des éléments triangulaires pointe en bas : la réalisation mécanique est encore plus simple, l'ensemble étant relié au bras inférieur directement.